# Franco-Ténois
Les Franco-Ténois (de l'acronyme TNO désignant les Territoires du Nord-Ouest) sont les habitants francophones des Territoires du Nord-Ouest du Canada.

## Histoires
Les francophones ont une longue histoire dans la région. La première personne d'origine européenne à avoir atteint le Grand lac des Esclaves était un francophone, Laurent Leroux. En 1786, Leroux construit le poste de traite du Fort Resolution et en 1790, il fonde le premier hameau du Fort Providence, à 20 kilomètres de la ville actuelle de Yellowknife. 
Au moment où le territoire canadien des Territoires du Nord-Ouest est placé sous la juridiction au gouvernement du Canada, 47 % de la population non autochtone parlait le français. Le français imprégnait tous les aspects de la vie dans les Territoires, du commerce à l'éducation. 
Cependant, en 1892, les Territoires du Nord-Ouest (qui couvraient à l'époque les Prairies canadiennes au Sud-Ouest du Manitoba) abolisse le français comme la langue officielle. En 1984, le français reprend son statut de langue officielle dans ce territoire canadien.

## Les français aux Territoires du Nord-Ouest
Selon le recensement canadien de l'année 2006, il avait seulement 440 résidents francophones dans les Territoires du Nord-Ouest, soit 1,1 % de la population totale, qui utilisent le français comme langue maternelle. La population francophone de ce territoire canadien est très mobile, de nombreux résidents provenant de la communauté des francophones plus établies à travers le pays et ils quittent éventuellement la région pour s'établir ailleurs. 
Bien que les chiffres actuels nous montrent que la durée moyenne d'un séjour des francophones dans la région augmente, la tendance à l'émigration se poursuit. Les Franco-Ténois doivent également faire face à d'importantes pressions d'assimilation, provoquées par l'isolement de la communauté des Territoires du Nord-Ouest et l'existence de la pluralité des langues ainsi que des cultures au sein desquelles l'anglais a préséance.
Le français est actuellement l'une des onze langues officielles des Territoires du Nord-Ouest, avec le chipewyan, le cri, l'anglais, le gwich'in, l'inuinnaqtun, l'inuktitut, l'inuvialuktun, l'esclave du Nord, l'esclave du Sud et le tłįchǫ.
En 1984, le gouvernement canadien, en vertu de la Charte canadienne des droits et libertés, a déposé un projet de loi à la Chambre des communes, le C-26, qui aurait rendu les Territoires du Nord-Ouest un territoire canadien officiellement bilingue français et anglais. Le gouvernement des Territoires du Nord-Ouest s’est fortement opposé au projet de loi et le gouvernement fédéral a préféré abandonner la mesure. 
Le gouvernement des Territoires du Nord-Ouest adopte ensuite la même année une Loi sur les langues officielles qui reconnaît les huit langues officielles provinciales, l’inuktitut (qui comprend l’inuvialuktun et l’inuinnaqtun), l’awokanak ou l'esclave, le dogrib, le chipewyan, le cri, le gwich’in, l’anglais et le français. 
Le gouvernement des Territoires du Nord-Ouest accepte de fournir des services en français à condition que le gouvernement fédéral en assume les coûts et finance le développement des communautés autochtones.
En mars 1999, un Forum sur le français dans les Territoires du Nord-Ouest a révélé un manque généralisé aux services gouvernementaux en français. 
En 2000, la Fédération franco-ténoise, l'hebdomadaire français l'Aquilon et cinq autres parties ont poursuivi le gouvernement des Territoires du Nord-Ouest ainsi que le gouvernement du Canada pour ne pas avoir appliqué adéquatement la Loi sur les langues officielles et la Charte des droits et des libertés.

## Communauté
La Fédération franco-ténoise est l'organisme principal qui représente la communauté des franco-ténois. Un réseau d'organismes locaux a été créé en 1988 dans les Territoires du Nord-Ouest pour regrouper les groupes isolés des francophones. 
À part Yellowknife, où réside la plus grande population francophone, il existe des organismes locaux dans les autres régions  ayant une communauté des francophones comme Inuvik, Hay River et Fort Smith. Initialement, bon nombre d'associations locales ont été créées simplement dans le but d'obtenir des émissions de radio et de la télévision de la Société Radio-Canada. 
La création du territoire distinct du Nunavut a coupé certains services aux communautés francophones à la base plus vaste de l'Ouest de ce nouveau territoire canadien.
La communauté franco-ténoise est desservie par un hebdomadaire de la langue française, L'Aquilon (en), qui a célébré son 20e anniversaire en janvier 2006. La communauté des franco-ténoises est également desservie par des stations de radio de langue française dans les principales communautés et aux nombreux évènements culturels de ce territoire canadien. 
La troupe de théâtre francophone, Les pas frette aux yeux, est bien connue dans les toutes régions des Territoires du Nord-Ouest
La ville de Yellowknife est desservie par une station de radio communautaire, la CIVR-FM 103.5 et la VF2136 97.3 FM, une antenne locale d'ICI Radio-Canada Première qui appartient à l'Association Franco-Culturelle de Yellowknife. 
ICI Radio-Canada Télé est diffusée aux villes de Yellowknife et de Hay River par l'intermédiaire de répéteurs locaux.

## Éducation
En 1988, un groupe des parents francophones de Yellowknife réclame la création d'un programme éducative de la langue maternelle du français. 
Le gouvernement des Territoires du Nord-Ouest affirme que le programme d’immersion sont déjà en place qui devient le plus suffisant. 
En 1989, ce groupe de parents poursuivent une action en justice contre ce gouvernement pour forcé la création du premier programme en français, avec une classe initiale pour neuf enfants. 
Des mesures similaires se poursuivent à Hay River et dans les environs aux Territoires du Nord-Ouest. En 2000, un conseil scolaire francophone a été créé à Yellowknife.

## Drapeau Franco-Ténois

Drapeau des Franco-Ténois

Le Drapeau Franco-Ténois a été créé en 1992. Il présente un fond bleu ciel qui représente la Francophonie, avec une courbe qui sépare le bleu ciel d'un champ blanc à la partie inférieure du drapeau. 
Un ours polaire qui pose pour passer en regardant perché sur la courbe, censée ressembler à une colline enneigée (dans une image rappelant le logo officiel du gouvernement des Territoires du Nord-Ouest). 
La courbe elle-même représente le 60e parallèle, se trouvent duquel au-dessus au territoire canadien. L'ours regarde un symbole dans le coin supérieur droit du drapeau, composé d'une moitié de fleur-de-lys (moitié gauche) et d'un demi-flocon de neige (moitié droite). 
Ce drapeau est censé représenter la communauté des francophones et ses racines nordiques dans le climat hyperboréen des Territoires du Nord-Ouest.